# Jaume Miravitlles
Jaume Miravitlles i Navarra (Figueras, 1906 - Barcelone, 1988) est un homme politique et écrivain espagnol de langue catalane.

## Biographie
Il naquit à Figueres et étudia avec Salvador Dalí avec qui il rédigea Studium durant leurs études.
Il participa aux événements de Prats-de-Mollo-la-Preste en 1926, après sa sortie de prison en 1925 durant la dictature de Primo de Rivera. Plus tard, pendant son exil à Paris, il suivit des études d'ingénieur et s'initia au monde de la création artistique. À titre d'exemple, il apparut comme acteur dans deux films de Luis Buñuel : Un chien andalou lors de la scène du piano à côté de Salvador Dalí) et L'Âge d'or.
Il revint en Catalogne en 1930 et y demeura en prison jusqu'à la proclamation de la Seconde République. Une fois en liberté, il entra au Bloc Ouvrier et Paysan et en 1934, entra à l'Esquerra Republicana de Catalunya, tout en militant dans Estat Català. Il écrivit à l'époque pour des journaux comme L'Opinió, L'Hora ou La Humanitat. Pendant la Guerre civile, il devint membre du Commissariat à la propagande de la Généralité de Catalogne. À côté de sa fonction, il créa la société de production Laya Films et la société de distribution Catalònia Films.

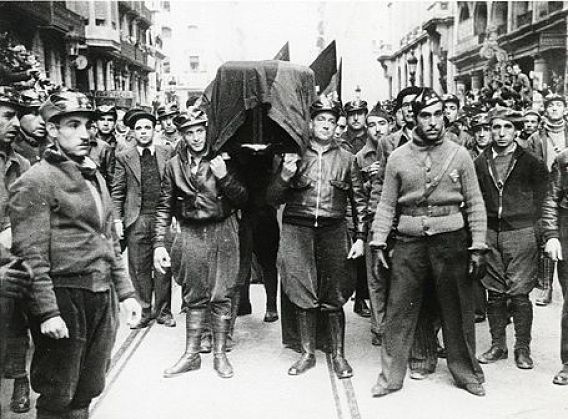
Enterrement de Buenaventura Durruti.

Le 23 novembre 1936 à Barcelone, il prononce l'oraison funèbre lors de l'enterrement de Buenaventura Durruti.
En exil à partir de 1939, il se lia d'amitié avec André Malraux. De France, il dirigea la revue El Poble Català. Il voyageait de plus en plus dans le Nord de l'Afrique et à Mexico. Finalement, il s'installa aux États-Unis jusqu'en 1962, précisément à New York, où il collabora à diverses revues et publications catalanes et républicaines et organisa des Concours de fleurisme.
Il revint en Catalogne en 1962. Il publia des articles dans El Correo Catalán et Tele/eXprés sous le pseudonyme Spectator.